# Chalcophaps
Chalcophaps là một chi chim trong họ Columbidae.

## Hình ảnh

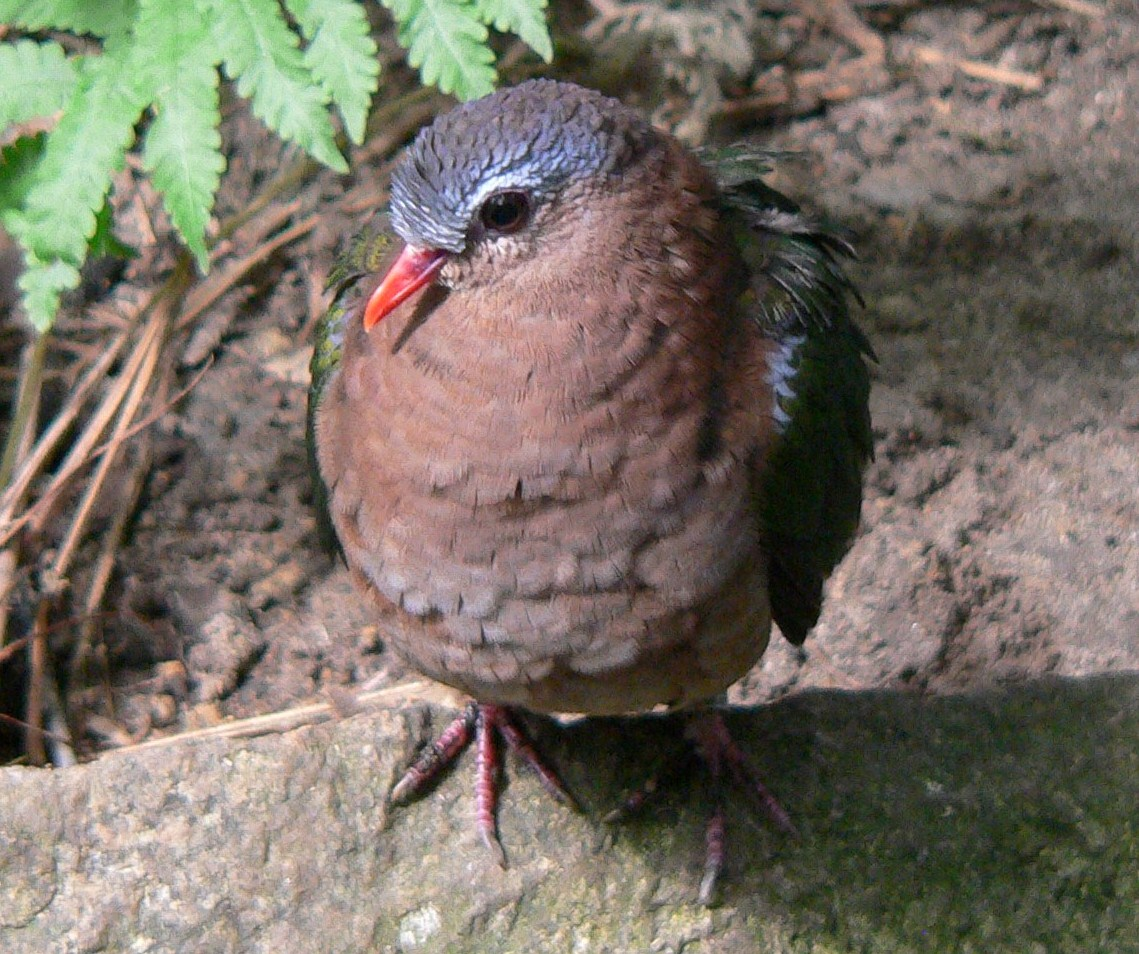
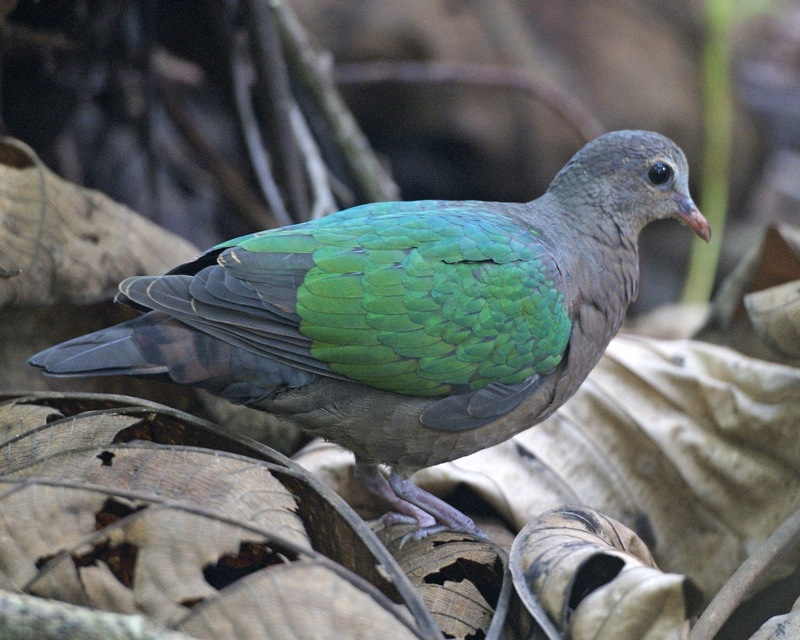
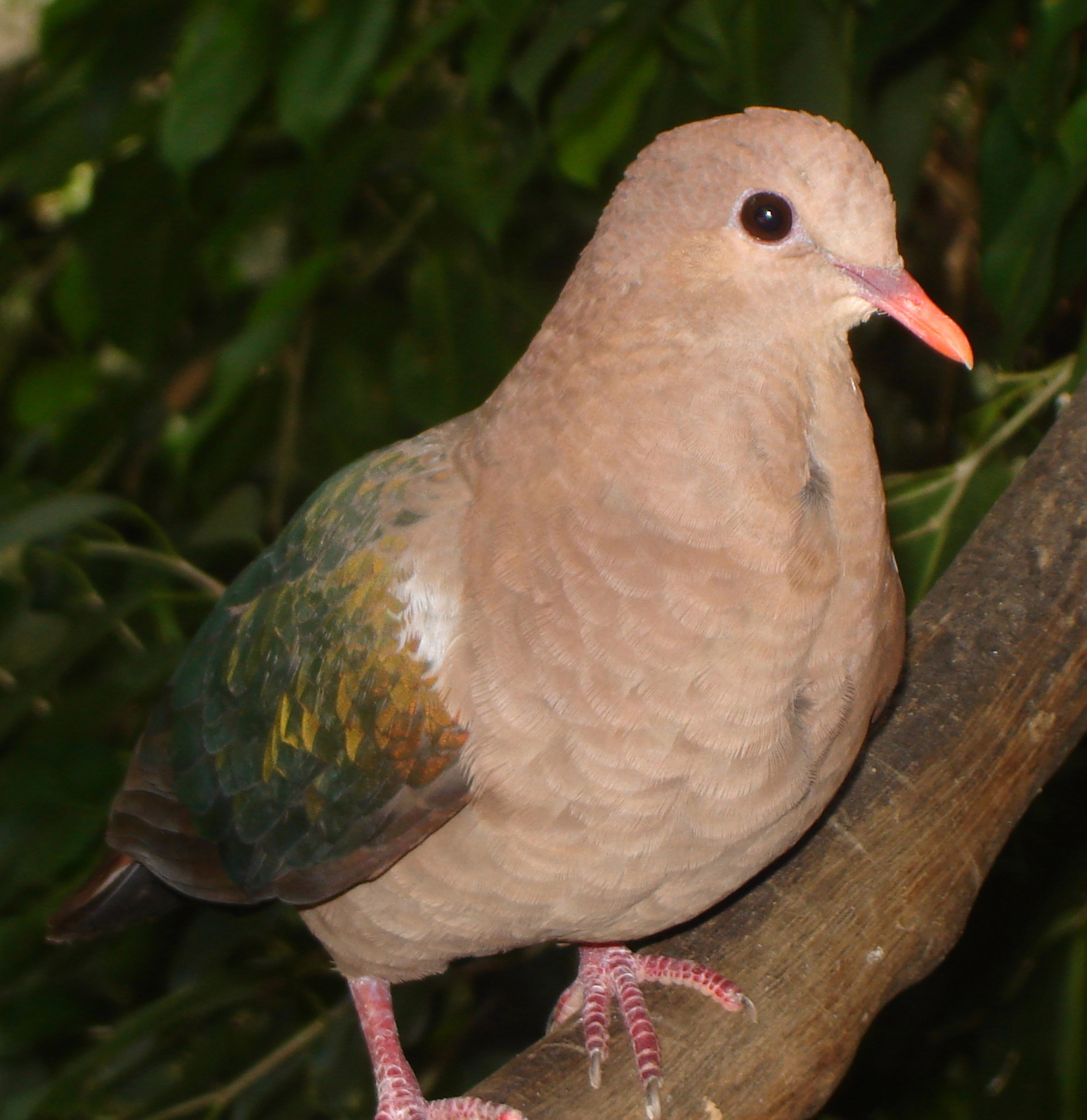